# Diocèse de Kontum

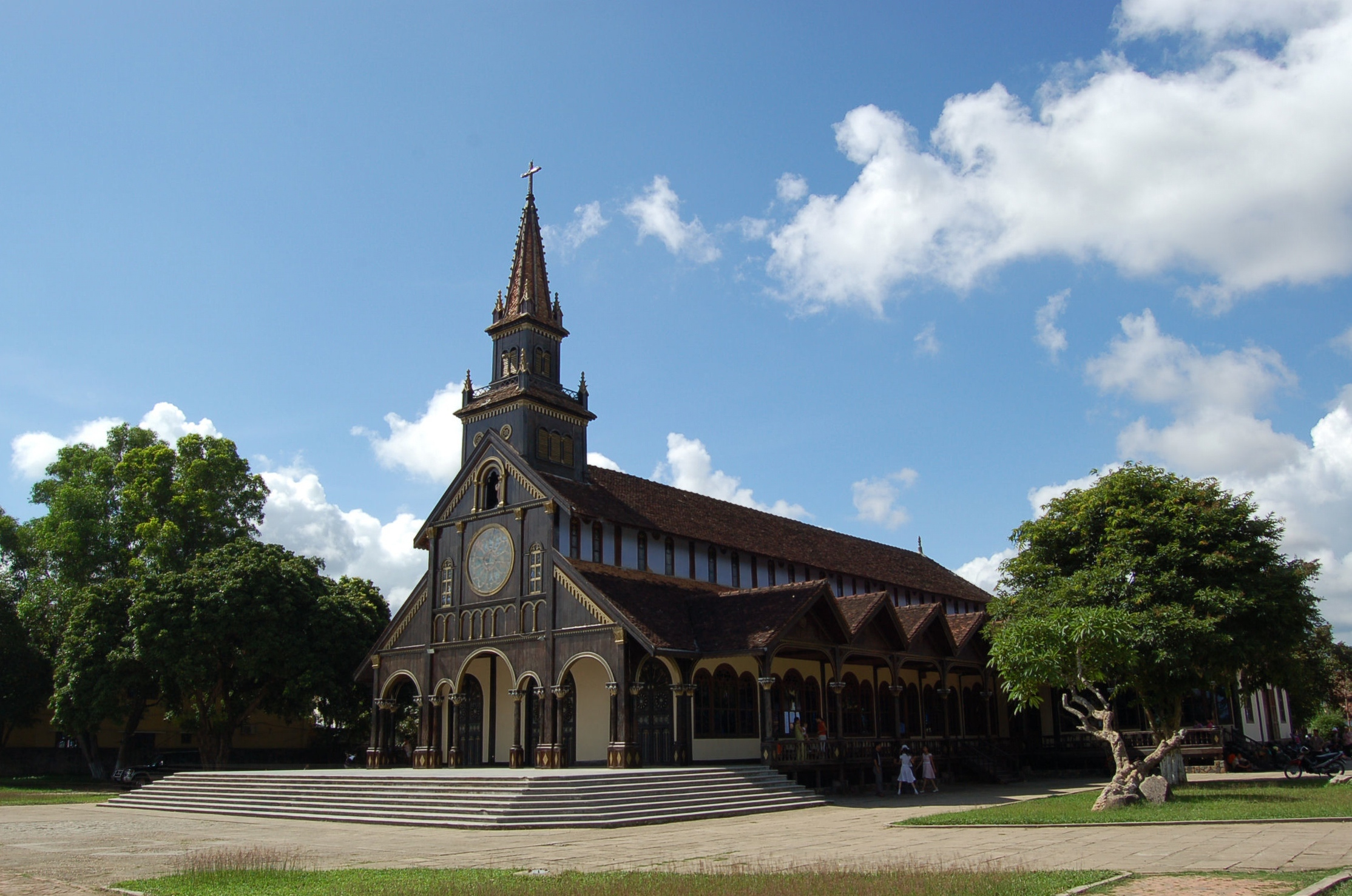
La cathédrale de Kon Tum (2008).

Le diocèse de Kontum (Dioecesis Kontumensis) est un territoire ecclésiastique de l'Église catholique au Viêt Nam suffragant de l'archidiocèse de Hué, dans le centre du pays. Son siège est à la cathédrale de l'Immaculée-Conception de Kon Tum. Il englobe 77 paroisses.

## Historique
Le vicariat apostolique de Kontum est érigé, grâce à la persévérance de Mgr Lemasle, le 18 janvier 1932, par le bref aspotolique de Pie XI, Decessores Nostros, recevant son territoire du vicariat apostolique de Quinhon (aujourd'hui diocèse de Quy Nhon). Il s'étend dans les territoires des montagnes du centre, où vivent plusieurs minorités ethniques.
L'arrivée du Vietminh en septembre 1945 inaugure une période de persécution pour les chrétiens.
Le vicariat a été élevé au rang de diocèse, le 24 novembre 1960, par la bulle de Jean XXIII, Venerabilium Nostrorum. Il cède alors une portion de territoire à l'avantage du diocèse de Dalat et encore, le 22 juin 1967, à l'avantage du nouveau diocèse de Ban Mê Thuôt.

## Ordinaires
- Martial-Pierre-Marie Janin, mep, 10 janvier 1933 - 16 juillet 1940, décédé
- Jean-Liévin-Joseph Sion, mep, 23 décembre 1941 - 19 août 1951, décédé
- Paul Seitz, mep, 19 juin 1952 - 2 octobre 1975, démission
- Alexis Pham Van Lôc, 2 octobre 1975 - 8 avril 1995, retraite
- Pierre Trân Thanh Chung, 8 avril 1995 - 16 juillet 2003, retraite
- Michel Hoang Duc Oanh, 16 juillet 2003 - 7 octobre 2015, retraite
- Louis de Gonzague Nguyễn Hùng Vị, depuis le 7 octobre 2015

## Statistiques
- 1950 : 40 prêtres pour  25 802 baptisés sur   700 000 habitants environ
- 1979 : 36 prêtres pour  68 745 baptisés sur   473 800 habitants
- 2000 : 31 prêtres pour 180 000 baptisés sur 1 200 000 habitants environ
- 2006 : 47 prêtres pour 216 384 baptisés sur 1 438 395 habitants
- 2014 : 119 prêtres (72 diocésains, 47 réguliers) pour 300 649 habitants sur 1 794 000 habitants (16,8 %), 88 paroisses, 62 religieux, 462 religieuses, 79 séminaristes[1]